# Gyaritodes bispinosus
Gyaritodes bispinosus là một loài bọ cánh cứng trong họ Cerambycidae.